# Ubirajara (filme)
Ubirajara é um filme mudo brasileiro do gênero drama, dirigido por Luiz de Barros em 1919. O roteiro feito por Barros é uma adaptação do romance homônimo do escritor José de Alencar, publicado originalmente em 1874. Além de dirigir e roteirizar, Barros também exerceu as funções de cenógrafo e montador. João Stamato, que havia trabalhado com Barros anteriormente, foi o operador da câmera. A Guanabara-Film foi a companhia produtora, sendo a Empresa Cinematográfica Americana a distribuidora. Nos papeis principais estavam os atores Álvaro Fonseca, Antônia Denegri, Otília Amorim, Manoel F. de Araújo e João de Deus.
Lançado no Cinema Parisiense, no Rio de Janeiro, em 20 de junho de 1919, marcou a estreia de Adhemar Gonzaga, futuro fundador da Cinédia, nas telas do cinema. Ubirajara é considerado um filme perdido, pois nenhuma cópia da obra é conhecida.

## Sinopse
Ubirajara, chefe dos Araguaias, é noivo de Jandyra. Um dia, porém, apaixona-se por Aracy, filha de Itaquê, chefe dos Tocantins e irmã de Pojucã, seu prisioneiro. Liberta Pojucã, para poder declarar guerra a Itaquê e buscar-lhe a filha. Itaquê é ferido por outros inimigos. Fica cego. As duas tribos unem-se e elegem Ubirajara para chefe.

## Elenco
- Álvaro Fonseca como Ubirajara
- Antônia Denegri como Jandyra
- Otília Amorim como Aracy
- Manoel F. de Araújo como Cacique Itaquê
- João de Deus como Pojucã
- Fausto Muniz como Chefe índio
- Cândida Leal
- Teixeira Pinto
- António Silva
- Adhemar Gonzaga